# Fundulus stellifer
Fundulus stellifer är en fiskart som först beskrevs av Jordan, 1877.  Fundulus stellifer ingår i släktet Fundulus och familjen Fundulidae. Inga underarter finns listade i Catalogue of Life.